# Сулейман-бей II Джандарид
Сулейман-бей II (тур. I. Süleyman Bey) — правитель части бейлика Джандарогуллары с центром в Кастамону, сын Кётюрума Баязида и брат Исфендияра-бея. Сулейман при жизни отца убил брата и захватил Кастамону, разделив бейлик на две части. После смерти Котюрума Баязида Сулейман и Исфендияр правили одновременно в двух частях бейлика. Сулейман погиб, сражаясь с османским султаном Баязидом I.

## Биография

### При жизни отца
Сулейман был старшим сыном правителя бейлика Джандарогуллары Кётюрума Баязида. В 1381 году османский султан Мурад I женил сына Баязида на дочери бея Гермияна и пригласил "Кастамонского Исфендияра" на свадьбу среди других беев. По мнению М. Калицин это был Сулейман.
Кётюрум Баязид хотел передать бейлик своему любимому сыну Искендеру. Согласно источникам Сулейман II оскорбился и, претендуя на наследование, в 1383/84 году убил Искандера. Затем братоубийца сбежал. Чтобы отомстить Сулейману за смерть любимого сына, Кётюрум Баязид приказал убить своих внуков — сына и дочь Сулеймана II. Помимо них по его приказу была убита и его дочь, которая, предположительно, содействовала Сулейману.
Сулейман попросил помощи у османского султана Мурада I, который дал ему войска. Во главе османской армии Сулейман прибыл в Кастамону и вынудил отца отступить в Синоп. Так в 1383 году бейлик разделился на два — одним с центром в Синопе управлял Кётюрум Баязид, а вторым с центром в Кастамону управлял Сулейман. Через некоторое время Мурад I решил аннексировать Кастамону и арестовал Сулеймана II. Но жители бейлика не одобряли включение их бейлика в османское государство. Когда Сулейман II ускользнул от Мурада, он быстро набрал сторонников, и османский гарнизон бежал из Кастамону. Сулейман II стал опять править в Кастамону, но Кётюрум Баязид смог изгнать оттуда сына и опять стал править объединённым бейликом. В 1384 году Мурад I снова помог Сулейману II захватить Кастамону. Во время этой последней экспедиции Кётюрум Баязид заболел и вскоре после возвращения в Синоп в 1385 году умер.

### После смерти отца
Сулейман продолжал править Кастамону как османский вассал, а часть бейлика с центром в Синопе унаследовал другой сын Кётюрума Баязида, Исфендияр. Кади Бурханеддин в 1381 году ликвидировал своего главного соперника, хакима Амасьи Хаджи Шадгелды и объявил о своём воцарении в Сивасе. Эмир Амасьи Ахмед, сына Хаджи Шадгельды, боролся против Кади Бурханеддина. После поражения Ахмед укрылся у Сулеймана II, что привело к конфликту Сулеймана II и Кади Бурханеддина.
В 1386 году Сулейман послал отряд в армию Мурада I против Алаэддина Караманида и участвовал со своим войском в 1389 году в Косовской битве. Султан Мурад в этой битве погиб, после чего анатолийские эмиры восстали. Альянс возглавил Алаэддин-бей, а вошли в него Кади Бурханеддин, Саруханогуллары, Гермияногуллары, Ментешогуллары, Хамидогуллары. Сулейман II в этот союз не вступил, враждуя с Кади Бурханеддином. В конце 1389 года он даже участвовал в кампании нового султана Баязида I против мятежных беев. В этой первой экспедиции в Западную Анатолию Баязид I захватил Алашехир, бейлик Айдыногуллары и Саруханогуллары. Успех османского султана насторожил Сулеймана II, он испугался, что очередь дойдёт и до него. В мае 1390 года Баязид I выступил против лидера восстания, Алаэддина Караманоглу, и осадил Конью. На этот раз Сулейман II заключил союз с бывшим врагом, Кади Бурханеддином, против Баязида I, чтобы помочь Алаэддину. По-видимому, это заставило Баязида I отказаться от осады Коньи и подписать с Алаэддином мирный договор. Чтобы наказать неверного вассала в 1391/92 году Баязид I напал на Сулеймана II, но в поддержку своего союзника выступил Бурханеддин. Тем не менее, Баязид не собирался мириться с мятежными беями и с изменой Сулеймана. В венецианском докладе 6 апреля 1392 года говорится, что Мануил Палеолог, будучи вассалом Баязида I, собирался присоединиться к морской экспедиции османов в Синоп, порт Джандаридов. Эта экспедиция закончилась аннексией всей территории бейлика за исключением Синопа. Были оккупированы Кастамону и Чанкиры. В этой кампании в 1393 году Сулейман II погиб.
Сулеймана II описывали как двуличного политика, его дружбе не доверяли.